# Attila Csihar
Attila Csihar (ur. 29 marca 1971 w Budapeszcie) – węgierski muzyk, kompozytor, wokalista, autor tekstów i instrumentalista. 
Attila Csihar znany jest przede wszystkim z występów w blackmetalowych zespołach Tormentor oraz Mayhem. Muzyk współpracował ponadto z takimi grupami jak: Aborym, Sunn O))), Keep of Kalessin, Korog, Grave Temple, Burial Chamber Trio, czy Pentemple.

## Życiorys
Swoją karierę rozpoczął w rodzimym zespole Tormentor. Grupa ta osiągnęła status kultowej i to bez pomocy znanych wytwórni płytowych. W roku 1993 Csihar został zaproszony do zaśpiewania na płycie De Mysteriis Dom Sathanas po tym, jak wokalista Dead popełnił samobójstwo.
Po występach w Mayhem, zdecydował się na udział w wielu innych projektach eksperymentalnych. Mowa tu między innymi o Plasma Pool, Aborym i Korog. W roku 2004 udzielił się wokalnie w utworze "Decay2 (Nihil’s Maw)” zespołu Sunn O))). Wystąpił z nimi również podczas ich trasy koncertowej po Europie. Swoje "pięć minut" miał również w grupie Keep of Kalessin. Później Attila opuścił Aborym, aby ponownie zaśpiewać dla Mayhem, zaraz po tym jak odszedł Maniac. Następnie jego głos można było usłyszeć w piosence Aborym – "Man Bites God", która znajduje się na albumie Generator z 2006 roku.
Następnym krokiem w jego długiej karierze było stworzenie wraz z dwoma innymi muzykami Burial Chamber Trio. W tym przypadku wystąpił on jednak w małej liczbie koncertów, które odbyły się w roku 2007.
Ma dwoje dzieci, mieszka w Budapeszcie.

## Wybrana dyskografia
| Mayhem - De Mysteriis Dom Sathanas (1994) - Cult of Aggression (2004) - Ordo Ad Chao (2007) - Pure Fucking Mayhem (2008) - Psywar (2014) - Esoteric Warfare (2014) Aborym - Fire Walk with Us (2001) - With No Human Intervention (2003) Burial Chamber Trio - Burial Chamber Trio (2007) - WVRM (2007) Keep of Kalessin - Reclaim (2003) |  | Występy gościnne - Frost - Cursed Again (2002) - Limbonic Art - The Ultimate Death Worship (2002) - Anaal Nathrakh - When Fire Rains Down from the Sky, Mankind Will Reap as It Has Sown (2003) - Sear Bliss - Glory and Perdition (2004) - Anaal Nathrakh - Eschaton (2006) - Astarte - Demonized (2007) - Ascend - Ample Fire Within (2008) - Salem - Salem Underground (2008) - Toby Knapp - The Campaign (2010) - Taake - Noregs Vaapen (2011) - Ulver - Wars of the Roses (2011) - Shining - 8 ½ - Feberdrömmar i vaket tillstånd (2013) - NunFuckRitual - In Bondage to the Serpent (2011) - Lunar Path - Memento Mori (2012) |

## Filmografia
- Black Metal: The Music of Satan (2011, film dokumentalny, reżyseria: Bill Zebub)